# لا کرنادا
لا کرنادا (به اسپانیایی: La Coronada) یک شهرستان در اسپانیا است که در استان باداخس واقع شده‌است.